# 萨尔瓦铁拉-德圣地亚哥
萨尔瓦铁拉-德圣地亚哥是西班牙埃斯特雷马杜拉卡塞雷斯省的一个市镇。总面积34平方公里，总人口429人（2001年），人口密度13人/平方公里。